# حسین‌آباد (بروجن)
حسین‌آباد (بروجن)، روستایی از توابع بخش گندمان شهرستان بروجن در استان چهارمحال و بختیاری ایران است.

## جمعیت
این روستا در دهستان گندمان قرار دارد و براساس سرشماری مرکز آمار ایران در سال ۱۳۸۵، جمعیت آن ۲۶۶ نفر (۶۶خانوار) بوده‌است.مردم این روستا بختیاری زبان وخانواده های از ایل زراسوندتیره اورگونی چغاخورنشین میباشند